# Вайян (Верхня Марна)
Вая́н (фр. Vaillant) — муніципалітет у Франції, у регіоні Гранд-Ест, департамент Верхня Марна. Населення — 44 особи (01.01.2021).
Муніципалітет розташований на відстані близько 250 км на південний схід від Парижа, 155 км на південний схід від Шалон-ан-Шампань, 45 км на південь від Шомона.

## Історія
До 2015 року муніципалітет перебував у складі регіону Шампань-Арденни. Від 1 січня 2016 року належить до нового об'єднаного регіону Гранд-Ест.

## Демографія
Динаміка населення (INSEE ):

## Економіка
2010 року серед 38 осіб працездатного віку (15—64 років) 31 була активною, 7 — неактивними (показник активності 81,6%, у 1999 році було 65,5%). З 31 активної мешканців працювало 27 осіб (16 чоловіків та 11 жінок), безробітними було 4 (2 чоловіки та 2 жінки). Серед 7 неактивних 1 особа була учнем чи студентом, 3 — пенсіонерами, 3 були неактивними з інших причин.